# Concertino pro trombon a orchestr (David)
Concertino pro trombon a orchestr Es dur op. 4 je skladba německého skladatele Ferdinanda Davida, poprvé vydaná roku 1838. Premiérově se concertino hrálo v Lipském Gewandhausu, sólový part hrál Karl Traugott Queisser, jemuž byla skladba věnována, a orchestr dirigoval Felix Mendelssohn. Průměrná délka koncertu se pohybuje kolem 15 až 17 minut. Davidovo concertino je často povinnou skladbou na konkurzech nebo soutěžích.

## Forma
Concertino se skládá ze tří vět:
1. Allegro maestoso
2. Marcia funebre (Andante)
3. Allegro maestoso

## Instrumentace
Sólový pozoun, 2 flétny, 2 hoboje, 2 klarinety, 2 fagoty, 4 lesní rohy, 2 trubky in Es, 3 pozouny, tympány a smyčcová sekce.